# 島原帆山
島原 帆山（しまばら はんざん、1901年9月16日 - 2001年12月15日）は、広島県佐伯郡五日市町（現：広島市佐伯区）出身の都山流尺八演奏家、作曲家。1982年、重要無形文化財保持者（人間国宝）に認定。広島市名誉市民。本名は島原重蔵。

## 経歴
広島県佐伯郡五日市町（現」広島市佐伯区）の米穀商の家に生まれる。1914年に満州に渡り長春中学に通うが体を悪くし1919年帰郷。広島市の修道中学に編入。友人に誘われ尺八を始め、都山流岡本葉山に入門。皆伝後、流祖中尾都山に師事、1926年より竹帆会を主宰した。
1927年、都山流の普及のため朝鮮に渡る。1928年、京城放送局開局記念番組に出演し演奏した。10年間朝鮮に在住後、中国地方での都山流の下火、上田流の攻勢で1937年帰郷。以後広島を拠点とし、都山流の普及と芸道に刻苦する。1939年大師範昇格。1944年応召。1945年の原爆投下の翌日、八本松（現：東広島市）の弾薬庫から広島市内に家族の安否を尋ねる。
戦後1946年、流祖中尾都山の直門となり琳帆山の称号を受ける。1956年、流祖中尾都山の逝去、その後継予定であった都山の三男の1973年の夭折で都山流が分裂。1975年、宗家を二代中尾都山の長女・中尾美都子とし自身を会長とする都山流尺八協会を設立。三年がかりの裁判となり1980年、新都山流日本尺八連盟と名称変更した。
しかし先の宗家・美都子とも拗れて袂を分かち翌1981年、日本尺八連盟を結成、初代会長に就任した。家元制度から脱皮し民主的な組織を目指し法人化、1986年社団法人日本尺八連盟を成立させた。1982年、重要無形文化財保持者（人間国宝）に認定。1985年勲四等旭日小綬章受章。2001年逝去。

## 著書
- 『竹韻一路』新芸術社、1990年